# جهان یونانی رومی

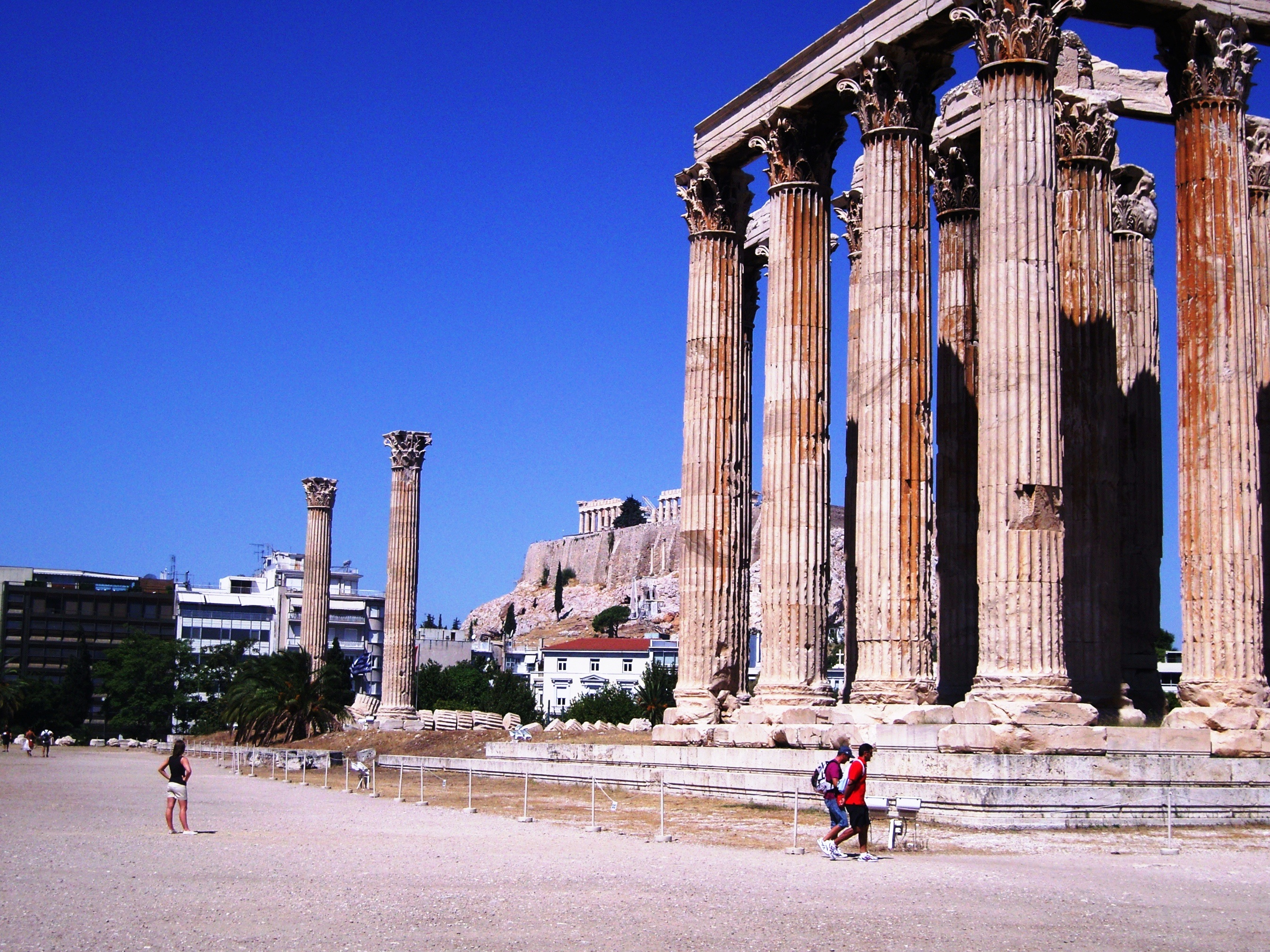
معبد زئوس در آتن محلی برای پرستش دوازده ایزد المپ‌نشین در جهان یونانی رومی بوده‌است.

جهان یونانی رومی (به انگلیسی: Greco-Roman world) در دانش تاریخ‌شناسی به مناطقی از جهان گفته می‌شود که تحت تأثیر زبان، فرهنگ، دولت، مذهب، معماری و غیره روم باستان و یونان باستان بوده‌اند و اغلب شامل مناطق حوضه مدیترانه و حوضه دریای سیاه می‌شوند که گونه‌ای از جهان‌میهنی باستان را شکل می‌دادند. در جهان یونانی رومی زبان یونانی به منظور آموختن و آموزش دانش استفاده می‌گشته؛ در حالی که لاتین زبان روزمره مردم ساکن در شهر بوده‌است و مردم روستایی که بیشتر جمعیت این مناطق را تشکیل می‌دادند، معمولاً با هیچ‌کدام از این زبان‌ها آشنایی نداشتند. دین رایج در جهان یونانی رومی پیش از ظهور دین‌های الهی چون مسیحیت و بعدها اسلام به‌طور معمول دوازده ایزد المپ‌نشین را می‌پرستیدند.
ابن خلدون درباب یونانیان و رومیان می‌گوید: «این امت‌ها از بزرگ‌ترین امت‌های عالمند و پادشاهی و قدرتشان از همه گسترده‌تر بوده‌است. آنان را دو دولت بزرگ بود: یکی دولت اسکندر و دیگر دولت قیاصره.»